# サーファー・ブラッド
サーファー・ブラッド (Surfer Blood) は、アメリカ・フロリダ州ウェストパームビーチ出身のインディーロックバンド。2009年に結成された4人組。

## 来歴

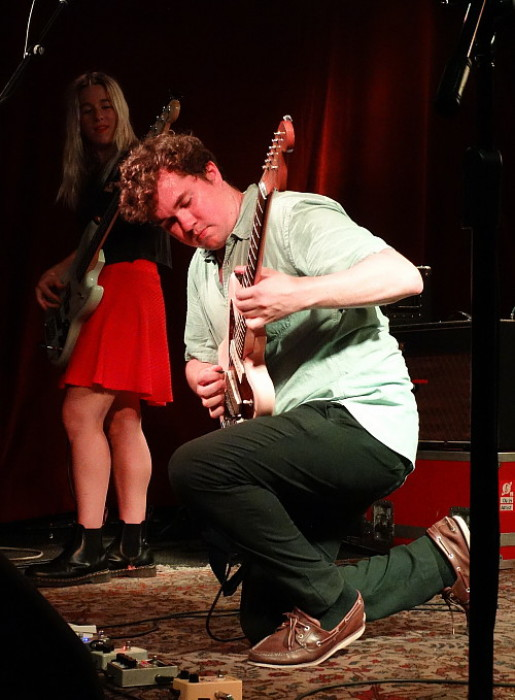
ライブで演奏するボーカル・ギターのJohn Paul Pitts（2017年）

フロリダのオーランドで音楽活動をしていたJohn Paul PittsとTyler Schwarzがマイアミで行なわれたUltra Music FestivalのアフターパーティーでThomas Feketeと出会いバンドが結成される。結成時のバンド名はJabroni Sandwichだった。
2009年、デビューシングル「Swim」がピッチフォークの目に留まり年間ベストソング37位に選ばれる。
2010年1月、1stアルバム『アストロ・コースト』をグリズリー・ベアやチェアリフトなどを輩出したインディーレーベルKanine Recordsよりリリース。同アルバムはビルボード200チャートで124位を記録し、またNMEが年間ベストアルバム49位に選ぶなど成功を収め、世界各地のフェスティバルに出演した。同年9月にはバンドがワーナー・ブラザース・レコードと契約したことが明らかにされた。
2011年10月、EP『Tarot Classics』をKanineよりリリース。
2013年6月11日、ギル・ノートンをプロデューサーに迎えて制作された2ndアルバム『Pythons』をワーナー・ブラザースよりリリース。リリース後、ワーナー・ブラザースとの契約が終了した。
2015年、3作目のアルバム『1000 Palms』をJoyful Noiseよりリリース。
2017年、4作目のアルバム『Snowdonia』をJoyful Noiseよりリリース。

## メンバー

### 現在のメンバー
- John Paul Pitts
- Tyler Schwarz
- Mike McCleary
- Lindsey Mills

### 過去のメンバー
- Thomas Fekete
- Kevin Williams

## ディスコグラフィ
スタジオ・アルバム
- Astro Coast - アストロ・コースト (2010年1月17日、Kanine) 米124位[8]
- Pythons (2013年6月11日、Kanine/Warner Bros.) 米127位[8]
- 1000 Palms (2015年5月12日、Joyful Noise)
- Snowdonia (2017年2月3日、Joyful Noise)
- Carefree Theatre (2020年、Joyful Noise)

EP
- Tarot Classics (2011年10月25日、Kanine)
- Hourly Haunts (2019年8月16日、Non Grata)

## 来日公演
- 2010年
  - 8月7日 大阪 舞洲スポーツアイランド - SUMMER SONIC OSAKA
  - 8月8日 千葉 幕張メッセ - SUMMER SONIC TOKYO